# Dothideales
Dothideales is een orde van Dothideomycetes uit de subklasse Dothideomycetidae.
Tot deze orde behoren schimmels die zich bevinden in organen van dieren en planten.

## Taxonomie
De taxonomische indeling van Dothideales is als volgt:
Orde: Dothideales
- Familie: Botryosphaeriaceae
- Familie: Coccoideaceae
- Familie: Dothideaceae
- Familie: Dothioraceae

De volgende geslachten zijn incertae sedis geplaatst:
- Atramixtia
- Boerlagellopsis
- Cercidospora